# Casa de l'Ardiaca
La Casa de l'Ardiaca (en castellano Casa del Arcediano) es un espacio peculiar situado en el barrio Gótico de Barcelona en España.

## Historia

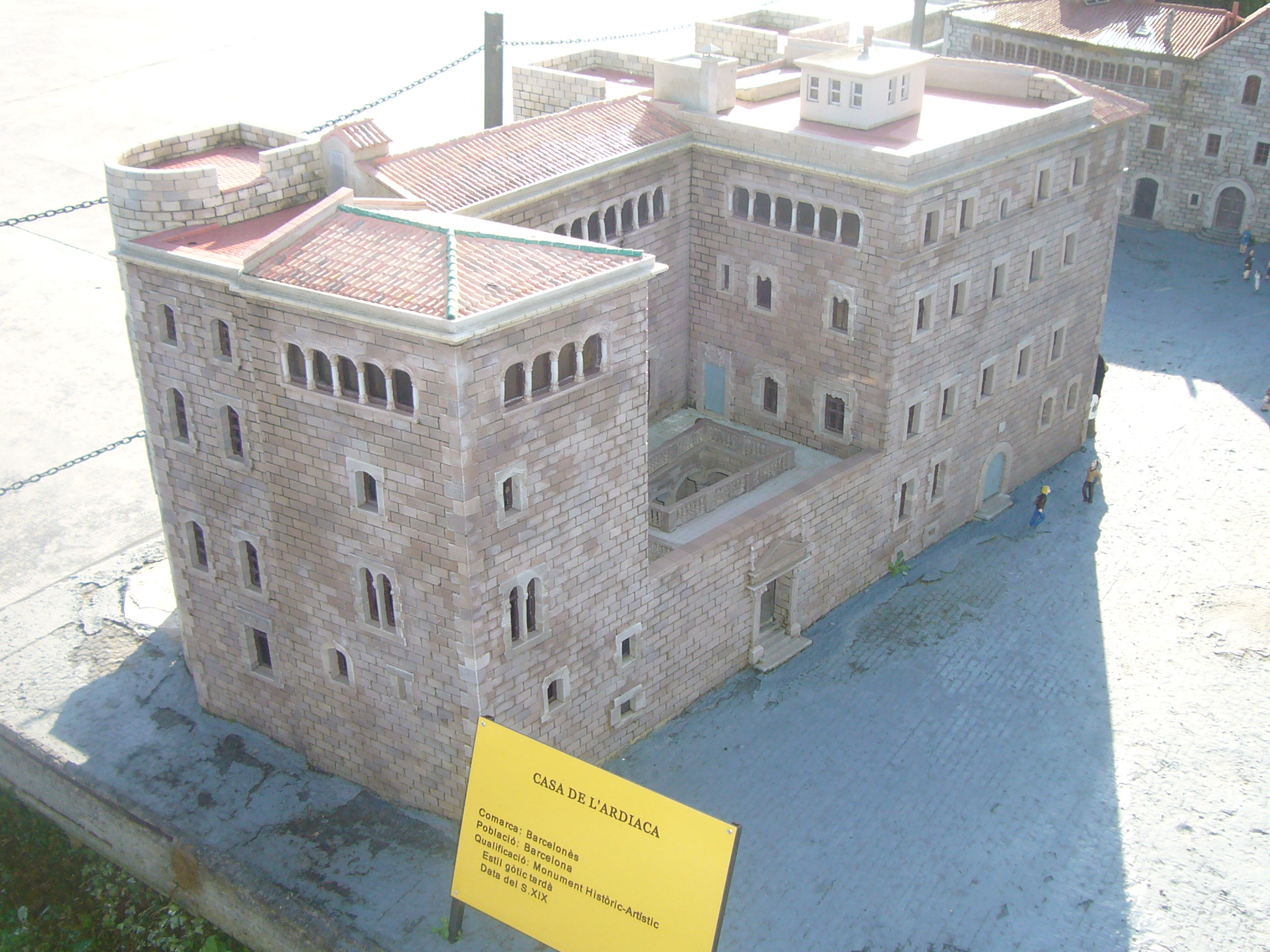
Maqueta del edificio, en Cataluña en Miniatura.

Era el edificio en el que vivía el Arcediano, una jerarquía eclesiástica ahora desaparecida, desde el siglo XII cuando la catedral de Barcelona empezó a tomar la forma gótica actual. Desde entonces el edificio ha sufrido múltiples reformas. La más significativa es la realizada por Lluís Desplà i d'Oms en el siglo XVI. Esta reforma convirtió a la Casa en un Palacete de estructura gótica (de organización libre ya que siempre ha estado condicionada al terreno), con una portada de decoración Renacentista, patio interior columnado, galería, escalinata y fuente central.
En 1870 la casa fue comprada en subasta por Josep Altimira. Este, junto con Josep Garriga fue el artífice de una importante remodelación del edificio al unirlo con la vecina Casa del Degà. El patio tomó forma de claustro con estas reformas.
Posteriormente, en 1895 pasó a ser la sede del Colegio de Abogados de Barcelona que en 1902 encargó al arquitecto Lluís Domènech i Montaner la decoración del edificio, incluyendo el buzón modernista en la fachada.
Finalmente en 1920 pasó a ser propiedad del Ayuntamiento de Barcelona, y desde 1921 es la sede del Archivo Histórico de la Ciudad de Barcelona. La adecuación del edificio para esta función la dirigió Josep Goday a partir del planteamiento de Agustí Duran i Sanpere. Santiago Marco se encargó de la decoración.

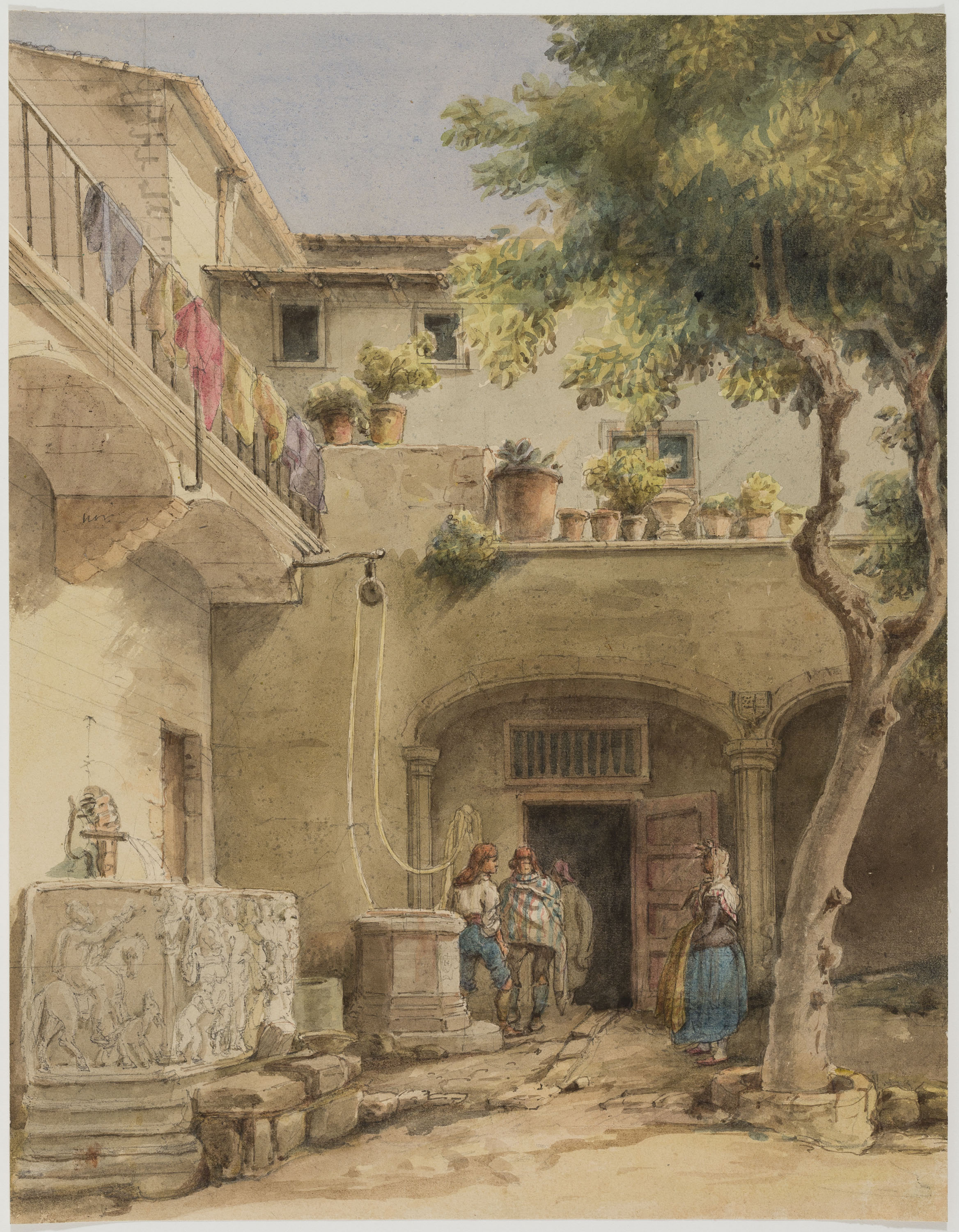
Adolphe Delamare, patio de la casa de l'Ardiaca, 1824/1827. Lápiz y acuarela sobre papel vitela, 263 x 201 mm. Barcelona, Museu Nacional d'Art de Catalunya

La muralla romana es visible desde el interior del edificio, en la planta baja. También es visible una parte del acueducto de Collserola.
En el patio hay una gran palmera y una fuente que el día de Corpus Christi se decora con un l'ou com balla.